# Kapernaumskirken
Kapernaumskirken ligger på Frederikssundsvej i Københavns nordvestkvarter.

## Historie
Kirkens arkitekt var Valdemar Koch.

## Kirkebygningen
Tekst mangler, hjælp os med at skrive teksten

## Eksterne kilder og henvisninger
- Kapernaumskirken hos KortTilKirken.dk